# Taverneux
Taverneux is een dorp in de Belgische provincie Luxemburg. Het ligt in Mont, een deelgemeente van Houffalize. Taverneux ligt twee kilometer ten zuidoosten van het centrum van Mont, maar slechts anderhalve kilometer ten noorden van Houffalize.

## Geschiedenis
Op het eind van het ancien régime werd Taverneux een gemeente, met daarbij ook het gehucht Fontenaille. In 1823 werden bij gemeentelijke herindelingen in Luxemburg veel kleine gemeenten samengevoegd en Taverneux werd, net als Sommerain, opgeheven en met Fontenaille bij de gemeente Mont gevoegd.

## Bezienswaardigheden
- De neogotische kerk Saint-Lambert
- De zeshoekige kapel Notre-Dame de Forêt, gebouwd vanaf 1755 aan de bosrand ten noordoosten van het dorp. De architect was vermoedelijk de Luikenaar Barthélemy Digneffe. De kapel werd beschermd in 1975 en gerestaureerd in 1990-1994.

Deelgemeenten: Houffalize · Mabompré · Mont · Nadrin · Tailles · Tavigny · Wibrin

Overige kernen: Achouffe · Alboumont · Bœur · Bonnerue · Buret · Cetturu · Chabrehez · Cowan · Dinez · Engreux · Filly · Fontenaille · Mormont · Ollomont · Pisserotte · Sommerain · Taverneux · Vellereux · Vissoûle · Wandebourcy · Wilogne

Belgische gemeenten · Arrondissement Bastenaken · Luxemburg · Wallonië